# L'amante italiana
L'amante italiana è un film del 1966 diretto da Jean Delannoy.

## Trama
Lisa è l'amante italiana di un fascinoso e ricco parigino, Laurent Messager. Una sera Lisa ha appuntamento con lui nell'appartamento di Lisa, ma lui non viene. In realtà Laurent ha dovuto modificare i piani, perché sua figlia ha problemi sentimentali e vuole stare con lui quella sera, facendo ingelosire lo spasimante che non saprebbe che è suo padre. Per vari equivoci Laurent non può avvertire Lisa, la quale inizia a deprimersi e a pensare che Laurent l'abbia abbandonata. Sul pianerottolo del condominio incontra la vicina di casa, una ragazza nella sua stessa situazione. Lisa invita la vicina a passare qualche ora assieme, così da annegare i dispiaceri. Dopo qualche ora si presenta il fidanzato della vicina;Lisa per non restare sola li invita a rimanere per la cena. Durante la cena Lisa riceve una telefonata da un'amica, la quale le dice che nel locale dove si trova c'è anche Laurent con una ragazza. Lisa rimane interdetta, ma preferisce non far capire agli ospiti la delusione e dice loro che deve andar via perché Lauren l'aspetta. Più tardi la vicina di Lisa andando sul terrazzo guarda nella finestra dell amica e la vede distesa a terra. Subito corre col suo amico in casa di Lisa e riescono a salvarla, perché aveva tentato il suicidio. Finalmente arriva Laurent, che si farà perdonare dopo averle dato una spiegazione soddisfacente. Le due amiche dovranno ammettere a se stesse che i loro uomini non possono tenerseli stretti. E ci ridono su.